# إيفيكا سكيلين
إيفيكا سكيلين (بالكرواتية: Ivica Skelin)‏ مواليد 19 سبتمبر 1973 في كرواتيا، جمهورية كرواتيا الاشتراكية، هو مدرب كرة سلة كرواتي ولاعب معتزل. يدرب نادي سبليت لكرة السلة في الدوري الكرواتي لكرة السلة الدرجة الأولى.

## الإنجازات
- الدوري الهولندي لكرة السلة (1):

2013–14
- كأس السوبر الهولندية لكرة السلة (1):

2014